# اتهام (فیلم ۱۳۳۵)
اتهام فیلمی به کارگردانی شاپور یاسمی و نویسندگی علی کسمایی، عبداله بقایی محصول سال ۱۳۳۵ است. پوستر این فیلم توسط میشا گیراگوسیان طراحی شده است.

## پیشینه
تصنیف مرا ببوس از ترانه‌های ماندگار موسیقی ایرانی است. نخستین بار در این فیلم با صدای خواننده نه چندان مشهوری به نام پروانه نمازی جعفری به اجرا درآمد که ژاله علو روی آن لب‌خوانی می‌کرد. بعدها این ترانه با صدای «حسن گلنراقی» به محبوبیت رسید.

## خلاصه داستان
پسر، دانشجوی دانشکدهٔ پزشکی و دختر دانشجوی دانشکدهٔ حقوق است. این دو با هم آشنا شده و عاشق هم می‌شوند و تصمیم به ازدواج می‌گیرند. اما دختر را به اجبار به مرد پولداری شوهر می‌دهند. چند سال بعد شوهر دختر در حادثه‌ای مجروح شده و او را به بیمارستانی می‌برند که پسر در آنجا پزشک است. در این‌جا دو دلباختهٔ قدیم باز با هم روبرو می‌شوند. بعدتر شوهر دختر به قتل می‌رسد و پسر به خاطر روابطش با دختر، متهم به قتل شده و مورد تعقیب قرار می‌گیرد. اما به زودی معلوم می‌شود که شوهر دختر معشوقه داشته و قاتل همان معشوقه است.
در این فیلم ژاله علو نقش زنی را دارد که سزای خیانت شوهر سابقش را داده و پس از کش و قوس داستانی، سرانجام خود را به پلیس معرفی می‌کند. او در صحنه‌ای که با دختر کوچکش وداع می‌کند و به سوی زندان و مجازات روانه می‌شود، ترانه مرا ببوس را می‌خواند.

## بازیگران
- ناصر ملک‌مطیعی
- ژاله علو
- شهین
- حسین امیرفضلی
- داریوش کوشان
- رضا رخشانی
- عبداله بقایی